# De förlorade barnens stad
De förlorade barnens stad (originaltitel: La Cité des enfants perdus) är en fransk-spansk-tysk äventyrlig science fantasy-dramafilm från 1995 i regi av Marc Caro och Jean-Pierre Jeunet. 

## Handling
Den galne vetenskapsmannen Krank (Daniel Emilfork) bor på en oljeplattform tillsammans med sex kloner (Dominique Pinon), en hjärna i ett akvarium (Jean-Louis Trintignants röst) och en dvärgkvinna (Mireille Mossé). Tillsammans med en kult av blinda som kallar sig för cykloper kidnappar Krank barn i syfte att utsätta dem för experiment, och på så sätt lära sig att drömma.
I staden nära oljeplattformen bor mannen One (Ron Perlman), som får sin lillebror kidnappad av cykloperna. I sitt sökande efter honom stöter One på en grupp föräldralösa barn som tränats upp till att bli tjuvar. Han får hjälp av en av dem, en flicka som heter Miette (Judith Vittet), att hitta sin lillebror.

## Medverkande (i urval)
| Ron Perlman                     | – One                                               |
| Daniel Emilfork                 | – Krank                                             |
| Judith Vittet                   | – Miette                                            |
| Dominique Pinon                 | – Dykaren (le scaphandrier) / klonerna (les clones) |
| Jean-Claude Dreyfus             | – Marcello                                          |
| Geneviève Brunet & Odile Mallet | – Zette & Line, Bläckfisken (la pieuvre)            |
| Mireille Mossé                  | – Mademoiselle Bismuth                              |
| Serge Merlin                    | – Gabriel Marie (cyklopernas ledare)                |
| Rufus                           | – Peeler                                            |
| Ticky Holgado                   | – Före detta akrobat                                |
| Joseph Lucien                   | – Denree                                            |
| Mapi Galán                      | – Lune                                              |
| Briac Barthélémy                | – Bottle                                            |
| Pierre-Quentin Faesch           | – Pipo                                              |
| Marc Caro                       | – Broder Ange-Joseph                                |
| Jean-Louis Trintignant (röst)   | – Farbror Irvin                                     |